# Goddamned
Goddamned è il primo album in studio del cantautore statunitense Jay Brannan, pubblicato nel 2008.

## Tracce
1. Can't Have It All
2. Half-Boyfriend
3. American Idol
4. Death Waltz
5. At First Sight
6. Housewife
7. Goddamned
8. Home
9. Bowlegged & Starving
10. On All Fours
11. String-A-Long Song